# Indianapolis 500 in 1916
De 6e Indianapolis 500 werd gereden op dinsdag 30 mei 1916 op de Indianapolis Motor Speedway. Brits coureur Dario Resta won de race in een Peugeot. Door de Eerste Wereldoorlog werd de race op voorhand gepland op 300 mijl. Het is de enige keer in de geschiedenis van de race dat er gepland afgeweken werd van de traditionele 500 mijl.

## Startgrid

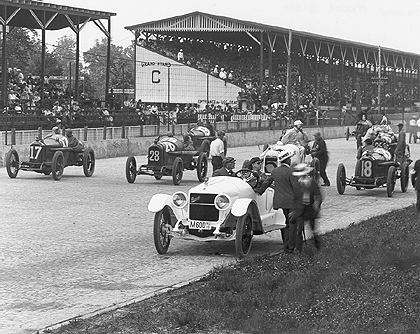
Het startveld voor de race.

| Rij | Binnen          | Mid-links          | Mid-rechts       | Buiten        |
| --- | --------------- | ------------------ | ---------------- | ------------- |
| 1   | Johnny Aitken   | Eddie Rickenbacker | Gil Anderson     | Dario Resta   |
| 2   | Barney Oldfield | Howdy Wilcox       | Tom Rooney       | Charlie Merz  |
| 3   | Pete Henderson  | Wilbur D'Alene     | Arthur Chevrolet | Jules Devigne |
| 4   | Ora Haibe       | Joseph Christiaens | William Chandler | Aldo Franchi  |
| 5   | Art Johnson     | Dave Lewis         | Tom Alley        | Ralph Mulford |
| 6   | Louis Chevrolet |                    |                  |               |

## Race
| #                                  | Coureur            | Auto                | Ronden | Opgave     |
| ---------------------------------- | ------------------ | ------------------- | ------ | ---------- |
| 1                                  | Dario Resta        | Peugeot             | 120    |            |
| 2                                  | Wilbur D'Alene     | Duesenberg          | 120    |            |
| 3                                  | Ralph Mulford      | Peugeot             | 120    |            |
| 4                                  | Joseph Christiaens | Sunbeam             | 120    |            |
| 5                                  | Barney Oldfield    | Delage              | 120    |            |
| 6                                  | Pete Henderson     | Maxwell             | 120    |            |
| 7                                  | Howdy Wilcox       | Premier             | 120    |            |
| 8                                  | Art Johnson        | Crawford-Duesenberg | 120    |            |
| 9                                  | Williams Chandler  | Crawford-Duesenberg | 120    |            |
| 10                                 | Ora Haibe          | Osteweg-Wisconsin   | 120    |            |
| 11                                 | Tom Alley          | Duesenberg          | 120    |            |
| 12                                 | Louis Chevrolet    | Frontenac           | 82     | Mechanisch |
| 13                                 | Gil Anderson       | Premier             | 75     | Mechanisch |
| 14                                 | Dave Lewis         | Crawford-Duesenberg | 71     | Mechanisch |
| 15                                 | Johnny Aitken      | Peugeot             | 69     | Mechanisch |
| 16                                 | Jules Devigne      | Delage              | 61     | Ongeval    |
| 17                                 | Tom Rooney         | Premier             | 48     | Ongeval    |
| 18                                 | Arthur Chevrolet   | Frontenac           | 35     | Mechanisch |
| 19                                 | Charlie Merz       | Peugeot             | 25     | Mechanisch |
| 20                                 | Eddie Rickenbacker | Maxwell             | 9      | Mechanisch |
| 21                                 | Aldo Franchi       | Peugeot-Sunbeam     | 9      | Mechanisch |
| Gemiddelde snelheid : 135,187 km/h |                    |                     |        |            |